# Anse-à-Veau (arrondissement)
Anse-à-Veau  (em crioulo haitiano: Ansavo) é um arrondissement do Haiti, situado no departamento do Nippes. De acordo com o censo de 2003, Anse-à-Veau  tem uma população total de 153.210 habitantes.

## Comunas
O arrondissement de Anse-à-Veau  é composto por 6 comunas.
- Anse-à-Veau
- Arnaud
- L'Asile
- Petit Trou de Nippes
- Plaisance-du-Sud